# Marguerite Chapman
Marguerite Chapman (9 de marzo de 1918-31 de agosto de 1999) fue una actriz cinematográfica y televisiva de estadounidense.

## Biografía
Nacida en Chatham, Nueva York, trabajaba como telefonista en White Plains (Nueva York), cuando su agraciado aspecto físico le dio la oportunidad de hacer carrera como modelo. Contratada por la agencia de John Robert Powers, en Nueva York, ella fue posteriormente descubierta por Howard Hughes, que le dio la posibilidad de hacer una prueba cinematográfica. Convencida para ir a  Hollywood a finales de 1939, tuvo un breve contrato con 20th Century Fox, trabajando en 1941 para Warner Brothers y, entre 1942 y 1948, para Columbia Pictures.
Ella debutó en el cine en 1940, haciendo pequeños papeles en los siguientes dos años. En 1942 llegó su gran oportunidad con Republic Pictures, que le dio el primer papel femenino en el serial de aventuras Spy Smasher. Chapman pronto empezó a recibir nuevos primeros papeles, y actuó junto a estrellas de la talla de Edward G. Robinson y George Sanders. Con la entrada de los Estados Unidos en la Segunda Guerra Mundial, ella se dedicó al entretenimiento de la tropa, trabajó a favor del bono de guerra y actuó en la Hollywood Canteen. En ese ámbito, también se recuerda su papel en el film prosoviético Counter-Attack, estrenado en 1945.
En los años 1950 Chapman siguió actuando, aunque casi siempre en papeles secundarios, destacando el que hizo en la película de Billy Wilder de 1955 The Seven Year Itch. Sin embargo, con la llegada de la televisión ella se mantuvo ocupada en la siguiente década, con actuaciones como estrella invitada en diferentes shows, entre ellos Rawhide, Perry Mason, y Four Star Playhouse.
Marguerite Chapman falleció en 1999 en Burbank, California, a los 81 años de edad. Fue enterrada en el Cementerio de Holy Cross, en Culver City, California.
Por su contribución a la televisión, a Chapman se le concedió una estrella en el paseo de la fama de Hollywood, en el 6284 de Hollywood Boulevard.

## Selección de su filmografía

### Cine
- 1940 : On Their Town, de Otto Brower
- 1941 : A Girl, a Guy, and a Gob, de Richard Wallace
- 1941 : You're in the Army Now, de Lewis Seiler
- 1942 : A Man's World, de Charles Barton
- 1942 : Spy Smasher, de William Witney
- 1942 : Submarine Raider, de Lew Landers y Budd Boetticher
- 1942 : The Daring Young Man, de Frank R. Strayer
- 1943 : Murder in Times Square, de Lew Landers
- 1943 : Destroyer, de William A. Seiter
- 1943 : Appointment in Berlin, de Alfred E. Green
- 1943 : My Kingdom for a Cook, de Richard Wallace
- 1944 : Strange Affair, de Alfred E. Green
- 1945 : Counter-Attack, de Zoltan Korda
- 1945 : Pardon My Past, de Leslie Fenton
- 1946 : One Way to Love, de Ray Enright
- 1947 : Mr. District Attorney, de Robert B. Sinclair
- 1948 : Coroner Creek, de Ray Enright
- 1948 : The Gallant Blade, de Henry Levin
- 1948 : Relentless, de George Sherman
- 1949 : The Green Promise, de William D. Russell
- 1950 : Kansas Raiders, de Ray Enright
- 1951 : Flight to Mars, de Lesley Selander
- 1952 : The Last Page / Man Bait, de Terence Fisher
- 1952 : Bloodhounds of Broadway, de Harmon Jones
- 1955 : The Seven Year Itch, de Billy Wilder
- 1960 : The Amazing Transparent Man, de Edgar G. Ulmer

### Televisión
- 1959 : Rawhide
  - Temporada 1, episodio 3 Incident with an Executioner, de Charles Marquis Warren
- 1960 : Perry Mason
  - Temporada 4, episodio 6 The Case of the Wanderig Widow, de William F. Claxton
- 1961 : Laramie
  - Temporada 2, episodio 21 The Mark of the Manhunters, de Joseph Kane
- 1971 : Marcus Welby, M.D.
  - Temporada 2, episodio 20 Don't Kid a Kidder, de Herschel Daugherty
- 1975 : Hawaii Five-0
  - Temporada 7, episodio 18 Ring of Life
- 1976 : Police Story
  - Temporada 3, episodio 15 Odyssey of Death (Parte II), de Don Medford

## Galería fotográfica

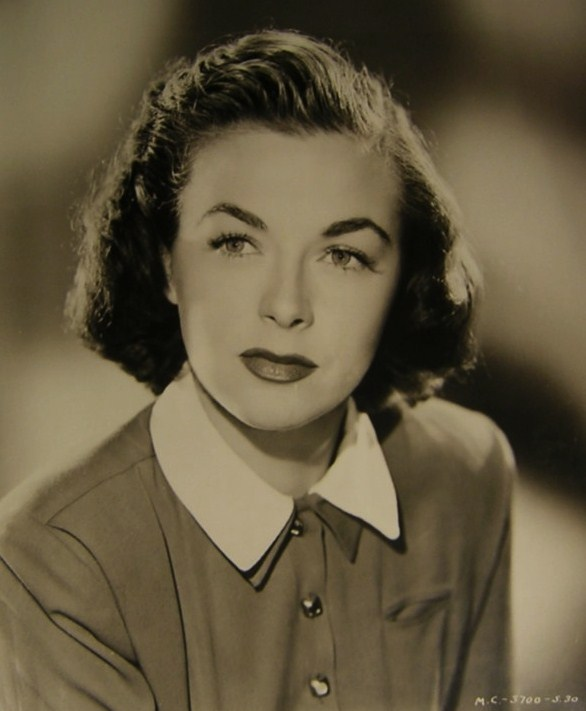
En The Green Promise (1949)
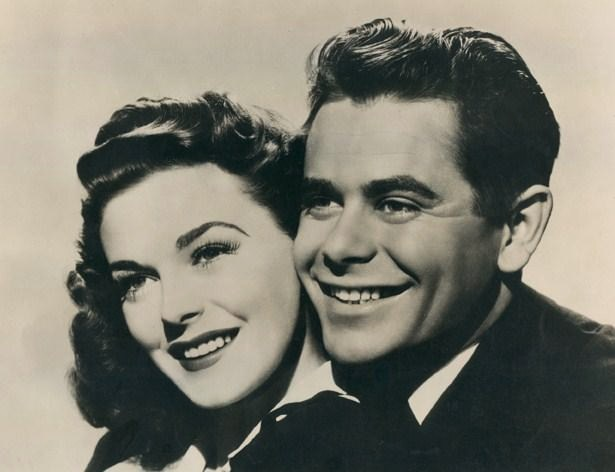
Con Glenn Ford en Destroyer (1943)
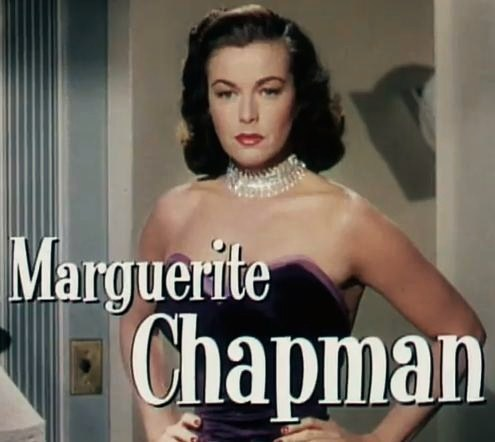
Marguerite Chapman en el trailer de Bloodhounds of Broadway (1952)
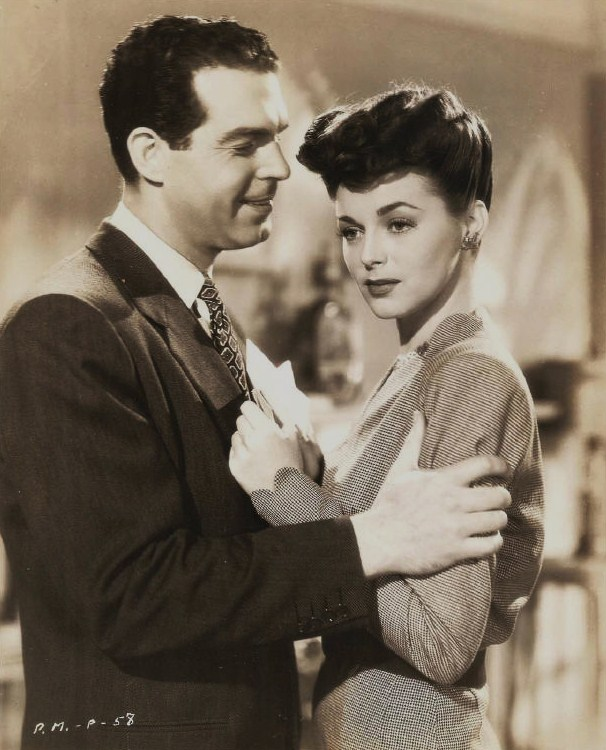
Con Fred MacMurray en Pardon My Past (1945)